# NGC 6216
NGC 6216 est un jeune amas ouvert découvert par l'astronome écossais James Dunlop en 1826. Cet amas a aussi été observé dans la même nuit par Dunlop, mais il ne s'en n'est pas rendu compte. Cette observation a été inscrite au New General Catalogue sous la désignation NGC 6222.
Selon la classification des amas ouverts de Robert Trumpler, cet amas renferme moins de 50 étoiles (lettre p) dont la concentration est moyenne (II) et dont les magnitudes se répartissent sur un intervalle moyen (le chiffre 2). Toutefois, selon le catalogue Lynga, l'amas contient entre 50 et 100 étoiles (m) dont la concentration est forte (I). Cependant, Lynga indique que l'amas renferme 40 membres. Cette contradiction entre la classification et le nombre de membres n'est pas rare dans le catalogue Lynga.

## Observation
Avec une magnitude visuelle de 10,1, on peut observer l'amas avec des jumelles dont l'ouverture est de 80 mm ou avec un petit télescope.

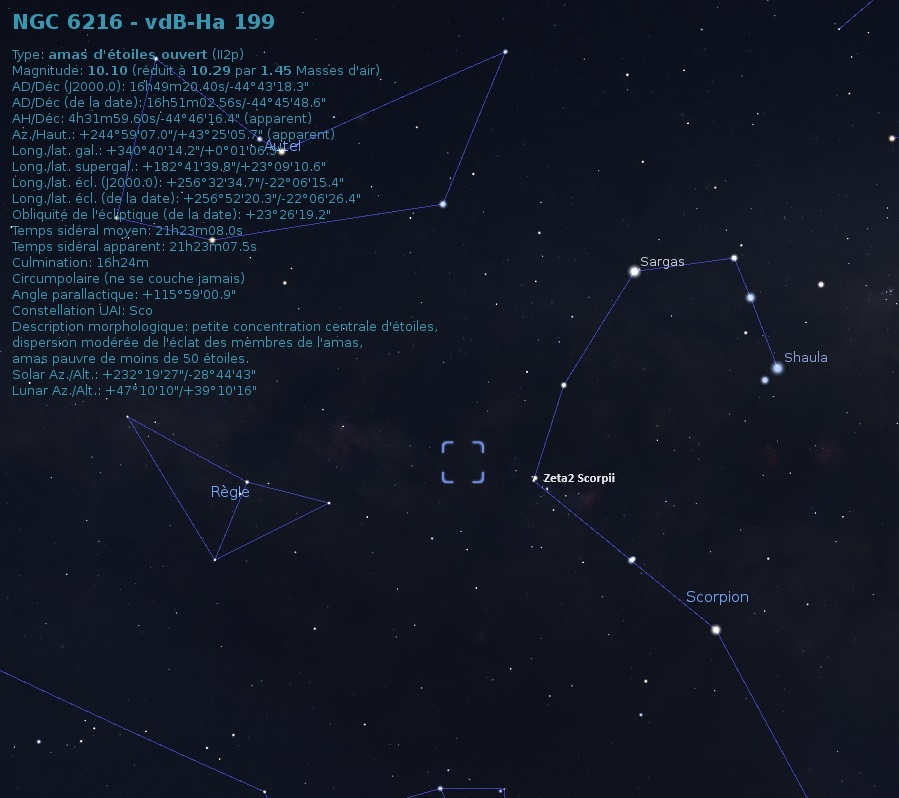
Localisation de NGC 6216 dans la constellation du Scorpion.

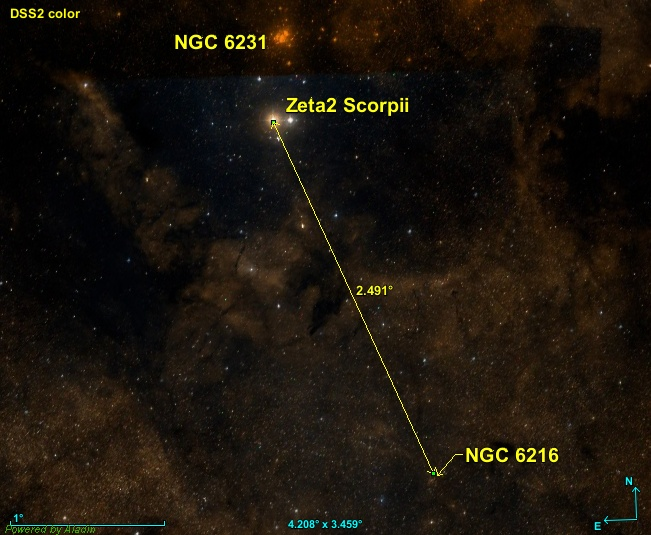
Position de NGC 6216 par rapport à une étoile.

NGC 6216 est situé à environ 2,5 degrés au sud-ouest de l'étoile Zeta2 Scorpii.

## Caractéristiques

### Distance
La parallaxe moyenne des étoiles de l'amas a été obtenue des mesures effectuées par le satellite Gaia. Six valeurs différentes publiées dans de récents articles (2018 à 2021) sont indiquées sur la base de données Simbad : 0,367 ± 0,045 mas, 0,362 ± 0,029 mas,
0,396 ± 0,032 mas, 0,369 ± 0,048 mas, 0,367 ± 0,004 mas, et 0,367 ± 0,046 mas. La valeur moyenne de la parallaxe est égale à 0,371 3 ± 0,041 0 mas, ce qui correspond à une distance de 2693 +234
−196 pc.
Dans un article publié en 2020, Angelo, Santos et Corradi évaluent cette distance à 2,09 ± 0,48 pc (∼6,82 al). Cette distance est compatible, mais un peu plus petite que celle mentionnée plus haut.
En supposant que le Soleil est à 8,0 ± 0,5 kpc (∼26 100 al) du centre de la Voie lactée, la distance entre ce centre et NGC 6216 est de 6,1 ± 0,7 kpc (∼19 900 al).

### Taille
La taille apparente de l'amas est de 4′, ou de 4,2, ce qui, compte tenu de la distance comprise entre 2 425 pc et 3 027 pc, et grâce à un calcul simple, équivaut à une taille réelle de 10,6 ± 1,4 al.
Angelo, Santos et Corradi indiquent trois rayons différents, le rayon du cœur (rc), le rayon de marée (rt) et le rayon de demi-masse (rhm). Les valeurs de ces trois rayons sont 
- rc = 1,82 ± 0,27 pc (∼5,94 al)
- rt = 2,73 ± 0,24 pc (∼8,9 al)
- rhm = 6,08 ± 0,73 pc (∼19,8 al)

### Vitesse
La base de données Simbad indique trois valeurs presque identiques de la vitesse de l'amas : −34,82 ± 6,27 km/s, −34,870 ± 0,4 km/s et −34,87 ± 0,4 km/s. On peut donc conclure que la vitesse de l'amas est de −34,9 ± 0,4 km/s.

### Mouvement propre
Simbad indique huit couples de valeurs pour le mouvement propre de l'amas, dont sept provenant d'articles publiés entre 2018 et 2021 très semblables. L'autre provenant d'un article publié en 2014 est totalement différents et très imprécis. Les valeurs de ces sept couples en ascension droite et en déclinaison sont :
- −1,277 ± 0,128 mas/an et −2,529 ± 0,101 mas/an[8]
- −1,245 ± 0,017 mas/an et −2,550 ± 0,018 mas/an[9]
- −1,317 ± 0,100 mas/an et −2,551 ± 0,095 mas/an[10]
- −1,263 ± 0,133 mas/an et −2,549 ± 0,105 mas/an[11]
- −1,272 ± 0,127 mas/an et −2,546 ± 0,108 mas/an[13]
- −1,272 ± 0,010 mas/an et −2,546 ± 0,008 mas/an[14]
- −1,272 ± 0,127 mas/an et −2,546 ± 0,108 mas/an[18]

La moyenne du mouvement propre et de l'incertitude obtenue de ces six couples en ascension droite et en déclinaison est égale à −1,275 ± 0,101 mas/an et −2,545 ± 0,085 mas/an.
Les valeurs de l'autre couple sont −0,12 ± 4,02 mas/an et −3,41 ± 4,18 mas/an.
Selon Angelo, Santos et Corradi, le mouvement propre de l'amas en ascension droite et en déclinaison est égal à −1,261 ± 0,269 mas/an et −2,535 ± 0,135 mas/an, valeurs qui correspondent à la moyenne des sept couples mentionnés plus haut.

### Métallicité
Simbad rapporte une seule valeur de la métallicité, soit 0,144. Selon cette valeur, le pourcentage d'éléments lourds (plus lourds que l'hydrogène et l'hélium) de cet amas est de 139% (100,144) de celui du Soleil. Pour Angelo, Santos et Corradi, la métallicité de l'amas est égale à 0,00 ± 0,23, ce qui correspond à un pourcentage situé entre 59% (10-0,23) et 170% (100,23).

### Âge
Webda et Lynga indiquent un âge de 35 millions d'années (log10=7,54 = 107,54),. Angelo, Santos et Corradi indiquent un âge donné par log10 = 7,85 ± 0,30, un âge compris entre 35,5 Ma (107,55) et 141 ma (108,15).

## Étoiles
Simbad montre aussi un bouton nommé Children. En cliquant sur ce bouton, on atteint une section de cette base de données qui renferme un tableau contenant 291 entrées pour NGC 6216. Cependant, des étoiles (les Children) peuvent apparaître plusieurs fois dans la deuxième colonne du tableau, d'où le nombre de liens bibliographiques qui est supérieur au nombre d'étoiles. La quatrième colonne de ce tableau indique la probabilité que l'étoile appartienne à l'amas. En cliquant sur le titre de cette colonne, on peut classer la probabilité par ordre croissant ou décroissant. En cliquant sur la désignation de l'étoile, on atteint la page de Simbad qui résume ses propriétés.
Le temps de relaxation (crossing time), c'est-à-dire le temps le plus court sur lequel des événements dynamiques significatifs peuvent se produire, tels des changements de forme de l'amas ou des échanges d'énergie entre ses membres, pour NGC 6216 est de 1,48 ± 0,14 Ma.